# Neobylgides scotiensis
Neobylgides scotiensis är en ringmaskart som beskrevs av Pettibone 1993. Neobylgides scotiensis ingår i släktet Neobylgides och familjen Polynoidae. Inga underarter finns listade i Catalogue of Life.